# Бабайлов, Павел Константинович
Па́вел Константи́нович Баба́йлов (25 февраля 1919 года — 14 октября 1944 года) — советский лётчик-истребитель, участник советско-финской и Великой Отечественной войн. В годы Великой Отечественной войны — командир эскадрильи 163-го гвардейского истребительного авиационного полка 229-й истребительной авиационной дивизии 4-й воздушной армии 2-го Белорусского фронта, Герой Советского Союза (23.02.1945, посмертно), гвардии капитан.

## Биография
Родился 25 февраля 1919 года в деревне Неустроева ныне Ирбитского района Свердловской области в семье крестьянина. Русский.
Член ВКП(б) с 1944 года. Окончил 7 классов сельской школы и Свердловский радиотехникум. Работал киномехаником клуба пермского завода имени Я. М. Свердлова.
В январе 1940 года Бабайлов добровольцем вступил в Красную Армию. Участвовал в советско-финляндской войне в разведывательном лыжном батальоне не раз проникал в расположение противника за «языком», добывал ценные данные.
После окончания войны учился в аэроклубе.
В 1941 году Бабайлов поступил в Руставскую военную авиационную школу пилотов, прошёл обучение на истребителе И-16, после окончания которой в начале 1942 года служил в ней лётчиком-инструктором.
В боях Великой Отечественной войны с июля 1942 года. Воевал на Северном Кавказе.
28 июля 1942 года лётчик 790-го истребительного авиационного полка (219-я смешанная авиационная дивизия, 4-я воздушная армия, Южный фронт) комсомолец старший сержант Бабайлов П. К. на самолёте ЛаГГ-3 (бортовой № 3) вылетел на отражение налёта на аэродром в районе города Грозного. В воздушном бою сбил истребитель противника Me-109. Израсходовав все боеприпасы, винтом отрубил хвостовое оперение другого самолёта противника. Свой повреждённый самолёт посадил на аэродроме. Это был его первый боевой вылет. За ночь техники восстановили повреждённый ЛаГГ-3 (был погнут винт и повреждён капот двигателя). На следующий день Бабайлов вновь участвовал на нём в воздушном бою и одержал третью свою победу.
В конце ноября 1942 в составе группы из 12 истребителей ЛаГГ-3 во время сопровождения группы бомбардировщиков Ту-2 вступил в воздушный бой с 15 истребителями Ме-109, которые пытались атаковать бомбардировщики, в этом бою он сбил Ме-109.
В 1943 году участвовал в воздушных боях на Северном Кавказе и Таманском полуострове. Осенью 1943 года был ранен в бою, но эвакуироваться в тыловой госпиталь отказался. После двухнедельного лечения в медсанбате вновь участвовал в боях.
21 ноября 1943 года лейтенант Бабайлов с ведомым младшим лейтенантом М. Степуровым вылетел на разведку по маршруту коса Чушка — Керчь — Семь Колодезей. В районе аэродрома Семь Колодезей ведомый был сбит огнём зенитной артиллерии. Мстя за погибшего друга, Бабайлов неистово проштурмовал аэродром, сжёг «мессершмитт», и, набрав высоту, взял курс на Керчь. Недалеко от села Султановка он заметил «Юнкерс-88» возвращающийся с разведки. Сначала огнём он заставил замолчать спаренный пулемёт стрелка. Но на лётчика боеприпасов не хватило. Тогда Бабайлов над вражеской территорией на истребителе ЛаГГ-3 ударом винта по килю таранил вражеский бомбардировщик Ju-88. Самолёт Бабайлова тоже стал падать. Перед самой землёй лётчику всё-таки удалось выровнять машину, но от удара о землю Бабайлов потерял сознание.
Вернувшись в родной полк, участвовал в освобождении Крыма, Белоруссии и Польши. Летал на истребителе Ла-5. Лётчик непрерывно увеличивал свой боевой счёт. Летая на разведку, Бабайлов доставлял командованию ценные данные о группировках Вермахта, его укреплённых пунктах, узлах обороны и базирования авиации.
В апреле 1944 Бабайлов был назначен на должность начальника воздушно-стрелковой службы 163-го гвардейского истребительного Краснознамённого полка.
22 июля 1944 во время выполнения разведывательного полёта по маршруту Гродно — Кулевце — Сачковцы — Кузница в составе группы из 4 истребителей атаковал и сбил штурмовик Ю-87.
Гвардии капитан П. К. Бабайлов к сентябрю 1944 года совершил 417 боевых вылетов, провёл 75 воздушных боёв, лично сбил 27 самолётов противника (2 из них уничтожил тараном) и 4 в группе, во время штурмовок уничтожил 23 автомобиля и 2 самолёта.
14 октября 1944 года при возвращении из разведки района польского села Ростки-Стружне над передним краем его самолёт был обстрелян зенитной артиллерией врага. Прямое попадание снарядов вывело из строя мотор, самолёт начал падать. П. Бабайлов выпрыгнул с парашютом, но разбился. К моменту гибели на его счету было 427 боевых вылетов, около 80 воздушных боёв, 27 личных и 6 групповых побед. Был похоронен на окраине аэродрома Тарново-Госки, где в то время дислоцировался полк.
Указом Президиума Верховного Совета СССР от 23 февраля 1945 года за образцовое выполнение боевых заданий командования на фронте борьбы с немецко-фашистскими захватчиками и проявленные при этом отвагу и геройство гвардии капитану Бабайлову Павлу Константиновичу посмертно присвоено звание Героя Советского Союза.

## Награды и звания
- Медаль «Золотая Звезда» Героя Советского Союза[2]
- Орден Ленина[2]
- Три ордена Красного Знамени[2]
- Орден Александра Невского[2]
- Орден Отечественной войны I степени[2]
- Медали[2]

## Память
- Похоронен в польском городке Замбрув[2], в 60 километрах юго-восточнее Белостока.
- Приказом Министра обороны СССР 5 марта 1998 года Герой Советского Союза Павел Константинович Бабайлов навечно зачислен в списки личного состава 104-го ракетного полка Ракетной Таманской ордена Октябрьской Революции Краснознамённой дивизии (преемника 163-го гвардейского иап 229-й иад)[4].
- Имя Героя носит пионерская дружина средней школы г. п. Шерешево Пружанского района Брестской области.